# Wawrzyniec Starnigiel
Wawrzyniec Starnigiel (ur. około 1571 w Busku, zm. 1639 w Zamościu) – doktor filozofii, profesor i rektor Akademii Zamojskiej, II infułat zamojski, opiekun i nauczyciel Tomasza Zamoyskiego.

## Życiorys
Studiował w Krakowie. W roku 1586 uzyskał tytuł bakałarza a następnie w roku 1593 doktora filozofii. W roku 1594 był już na zaproszenie kanclerza Jana Zamoyskiego w Zamościu, gdzie został jednym z trzech pierwszych profesorów fundowanej akademii, obok M. Stefanidesa i J. Ursinusa. W roku 1599 wybrany został jej rektorem.
W roku 1609 przyjął święcenia kapłańskie, w roku 1620 został II infułatem w Zamościu stając na czele kapituły kolegiackiej.
Pod koniec życia odbył podróż do Krakowa. W roku 1638 ufundował bursę dla studentów Akademii Krakowskiej.
Zmarł w Zamościu. Pochowany został w krypcie miejscowej kolegiaty.